# Аткарский район
Атка́рский райо́н — административно-территориальная единица (район) и муниципальное образование (муниципальный район) в составе Саратовской области Российской Федерации.
Административный центр — город Аткарск.

## География
Расположен в центральной части Правобережья, на западных пологих склонах Приволжской возвышенности, в бассейне реки Медведица, с достаточно пересечённым рельефом местности. Среднегодовое количество осадков составляет 350 мм в год. Аткарский район принадлежит к 1-й агроклиматической подзоне, к 1-му земельно-оценочному району. Сумма температур свыше 10 С — 2425—2550 градусов.
Через район проходят железнодорожная линия Приволжской железной дороги Саратов — Ртищево, Аткарск — Калининск, Аткарск — Сенная — Вольск (на территиории района станции Капеллы (закрыта), Енгалычевский (закрыта), Красавка, Лопуховка, Юная, Чемизовка). От Аткарска отходит ветвь на станцию Сенная, от станции Красавка — ветвь на Калининск.
Протяжённость автодорог общего пользования с твёрдым покрытием — 241,7 км.

## История
Аткарский район образован 23 июля 1928 года в составе Саратовского округа Нижне-Волжского края. В него вошла часть территории бывшего Аткарского уезда Саратовской губернии.
С 1934 года район в составе Саратовского края, с 1936 года — в Саратовской области.
30 сентября 1958 года в состав Аткарского района вошла часть территории упразднённого Дурасовского района.

## Население
| 1939    | 1959    | 1970    | 1979    | 1989    | 2002    | 2009    |
| ------- | ------- | ------- | ------- | ------- | ------- | ------- |
| 45 092  | ↗50 649 | ↘22 811 | ↘17 421 | ↗44 635 | ↗45 822 | ↘44 236 |
| 2010    | 2011    | 2012    | 2013    | 2014    | 2015    | 2016    |
| ↘42 174 | ↘42 104 | ↘41 616 | ↘41 288 | ↘40 977 | ↘40 943 | ↘40 760 |
| 2017    | 2018    | 2019    | 2020    | 2021    |         |         |
| ↘40 421 | ↘39 923 | ↘39 067 | ↘38 201 | ↘35 219 |         |         |

Урбанизация
В городских условиях (город Аткарск) проживают 64.48 % населения района.

## Муниципально-территориальное устройство
В Аткарский муниципальный район входят 7 муниципальных образований, в том числе 1 городское поселение и 6 сельских поселений:
| №        | Муниципальное образование               | Административный центр | Количество населённых пунктов | Население | Площадь, км2 |
| -------- | --------------------------------------- | ---------------------- | ----------------------------- | --------- | ------------ |
| 1e-06    | Городское поселение:                    |                        |                               |           |              |
| 1        | муниципальное образование город Аткарск | город Аткарск          | 1                             | ↘22 709   | 41,58        |
| 1.000002 | Сельские поселения:                     |                        |                               |           |              |
| 2        | Барановское муниципальное образование   | село Барановка         | 19                            | ↘1754     | 425,35       |
| 3        | Даниловское муниципальное образование   | село Даниловка         | 17                            | ↘2731     | 506,39       |
| 4        | Ершовское муниципальное образование     | деревня Ершовка        | 12                            | ↘1798     | 463,51       |
| 5        | Кочетовское муниципальное образование   | село Кочетовка         | 8                             | ↘1924     | 516,85       |
| 6        | Лопуховское муниципальное образование   | посёлок Лопуховка      | 5                             | ↘2088     | 379,66       |
| 7        | Озёрное муниципальное образование       | село Озёрное           | 5                             | ↗2215     | 387,05       |

В рамках организации местного самоуправления в 2005 году в новообразованном муниципальном районе были созданы 1 городское и 14 сельских поселений. В 2013 году было упразднено Приреченское муниципальное образование (включено в Озёрное), в 2014 году — Елизаветинское (включено в Кочетовское) и Земляно-Хуторское (включено в Лопуховское). В 2018 году упразднены следующие муниципальные образования: Языковское (включено в Ершовское), Песчанское и Петровское (включены в Барановское), Большеекатериновское и Тургеневское (включены в Даниловское).

## Населённые пункты
В Аткарском районе 67 населённых пунктов, в том числе 66 сельских и 1 город.
| №  | Населённый пункт     | Тип                     | Население | Муниципальное образование |
| -- | -------------------- | ----------------------- | --------- | ------------------------- |
| 1  | Александровка        | деревня                 | 50        | Барановское               |
| 2  | Алексеевка           | деревня                 | 24        | Барановское               |
| 3  | Андреевка            | деревня                 | 26        | Барановское               |
| 4  | Аткарск              | город                   | ↘22 709   | город Аткарск             |
| 5  | Барановка            | село                    | ↗680      | Барановское               |
| 6  | Белгаза              | село                    | ↘494      | Кочетовское               |
| 7  | Богдановка           | деревня                 | 8         | Даниловское               |
| 8  | Большая Екатериновка | село                    | ↘519      | Даниловское               |
| 9  | Большая Осиновка     | село                    | ↘353      | Ершовское                 |
| 10 | Бровцино             | деревня                 | 19        | Ершовское                 |
| 11 | Бубновка             | деревня                 | 55        | Лопуховское               |
| 12 | Булыгино             | деревня                 | 2         | Даниловское               |
| 13 | Варыпаевка           | деревня                 | 52        | Ершовское                 |
| 14 | Воеводчина           | деревня                 | 43        | Кочетовское               |
| 15 | Вольновка            | деревня                 | 7         | Кочетовское               |
| 16 | Вяжля                | село                    | ↘397      | Кочетовское               |
| 17 | Гайворон             | деревня                 | 13        | Кочетовское               |
| 18 | Гвардеевка           | деревня                 | 1         | Ершовское                 |
| 19 | Даниловка            | село                    | ↘910      | Даниловское               |
| 20 | Еленин               | посёлок                 | 3         | Барановское               |
| 21 | Елизаветино          | село                    | ↘1209     | Кочетовское               |
| 22 | Енгалычевский        | железнодорожный разъезд | 17        | Даниловское               |
| 23 | Ершовка              | деревня                 | ↘736      | Ершовское                 |
| 24 | Земляные Хутора      | село                    | ↘541      | Лопуховское               |
| 25 | Зубовка              | деревня                 | 25        | Ершовское                 |
| 26 | Иваново-Языковка     | село                    | ↗537      | Ершовское                 |
| 27 | Капеллы              | железнодорожная станция | 15        | Даниловское               |
| 28 | Киселевка            | село                    | 67        | Даниловское               |
| 29 | Кочетовка            | село                    | ↗643      | Кочетовское               |
| 30 | Красавка             | железнодорожный разъезд | 39        | Барановское               |
| 31 | Лисичкино            | село                    | 99        | Даниловское               |
| 32 | Ломовка              | деревня                 | 77        | Барановское               |
| 33 | Лопуховка            | посёлок                 | ↗1377     | Лопуховское               |
| 34 | Лопуховка            | село                    | ↘53       | Озёрное                   |
| 35 | Малая Осиновка       | село                    | ↘301      | Озёрное                   |
| 36 | Малые Копены         | село                    | ↘311      | Лопуховское               |
| 37 | Марфино              | село                    | ↘574      | Ершовское                 |
| 38 | Медведевка           | деревня                 | 68        | Даниловское               |
| 39 | Михайловка           | деревня                 | 7         | Барановское               |
| 40 | Николаевка           | деревня                 | 81        | Даниловское               |
| 41 | Новая Ивановка       | деревня                 | ↘79       | Барановское               |
| 42 | Новая Мотовиловка    | деревня                 | 0         | Барановское               |
| 43 | Новая Осиновка       | село                    | 76        | Озёрное                   |
| 44 | Озёрное              | село                    | ↘1585     | Озёрное                   |
| 45 | Павловка             | деревня                 | 0         | Барановское               |
| 46 | Палатовка            | село                    | 23        | Даниловское               |
| 47 | Песчанка             | село                    | ↗522      | Барановское               |
| 48 | Петрово              | село                    | ↗459      | Барановское               |
| 49 | Приречное            | село                    | ↘490      | Озёрное                   |
| 50 | Прокудино            | село                    | ↘398      | Даниловское               |
| 51 | Ракитовка            | деревня                 | 2         | Ершовское                 |
| 52 | Сазоново             | посёлок                 | ↘435      | Барановское               |
| 53 | Сельхозтехника       | посёлок                 | 5         | Ершовское                 |
| 54 | Синельниково         | деревня                 | ↘112      | Лопуховское               |
| 55 | Сорочья Крепость     | деревня                 | 0         | Даниловское               |
| 56 | Сосновка             | село                    | 43        | Ершовское                 |
| 57 | Средний Колышлей     | село                    | ↘139      | Барановское               |
| 58 | Старая Ивановка      | деревня                 | 11        | Барановское               |
| 59 | Старая Мотовиловка   | деревня                 | 14        | Барановское               |
| 60 | Сухая Палатовка      | деревня                 | 0         | Даниловское               |
| 61 | Тургенево            | посёлок                 | ↘977      | Даниловское               |
| 62 | Умет                 | село                    | ↗415      | Даниловское               |
| 63 | Филатовка            | деревня                 | 12        | Даниловское               |
| 64 | Чемизовка            | село                    | ↗136      | Барановское               |
| 65 | Чемизовка            | железнодорожная станция | 22        | Барановское               |
| 66 | Щербиновка           | деревня                 | 6         | Кочетовское               |
| 67 | Языковка             | село                    | ↘185      | Ершовское                 |

Упразднённые населённые пункты:
- 1996 год — село Колоярцево[31].

## Экономика
Промышленные предприятия района связаны с переработкой сельскохозяйственной продукции, обслуживанием транспорта, машиностроением. Среди них: маслоэкстрактный завод, мясокомбинат, хлебокомбинат.
Сельское хозяйство района производит в значительных объёмах зерно, подсолнечник, мясо, молоко. В Аткарском районе находится единственный в области центр разведения перепелов.

## Достопримечательности
Живописные пойменные леса в долине реки Медведицы привлекают в район любителей туризма. На реке часто устраиваются соревнования по водному туризму. В южной части района, в долине Медведицы, при впадении в неё рек Идолга и Белгаза, находится заказник, где охраняются бобры, благородные олени, кабаны, лоси.
Родом из деревни Любовка Аткарского района исполнительница русских народных песен народная артистка РСФСР Ольга Васильевна Ковалёва, Герой Советского Союза Александр Герасимович Козлов.
В Аткарском районе расположен позиционный район некоторых полков Таманской ракетной дивизии Ракетных войск стратегического назначения.